# Robert L. Howze

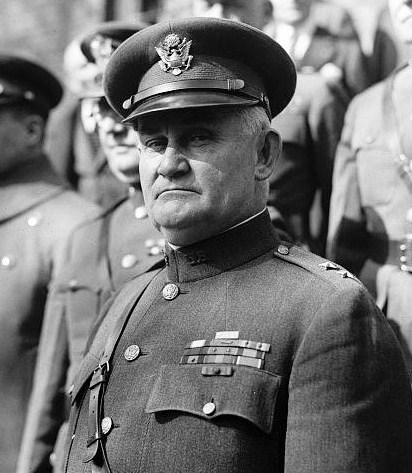
Robert Lee Howze

Robert Lee Howze (* 22. August 1864 in Overton, Rusk County, Texas; † 19. September 1926 in Columbus, Franklin County, Ohio) war ein Generalmajor der United States Army. Er war unter anderem Kommandeur der  1. US-Kavalleriedivision.

## Militärische Karriere
Robert Howze war ein  Sohn von Hauptmann James Augustus Howze (1834–1903) und dessen Frau Amanda Deliah Brown (1838–1910). Er besuchte die öffentlichen Schulen seiner Heimat einschließlich des Hubbard Colleges.  In den Jahren 1884 bis 1888 durchlief er die United States Military Academy in West Point. Nach seiner Graduation wurde er als Leutnant der Kavallerie zugeteilt. In der Armee durchlief er anschließend alle Offiziersränge vom Leutnant bis zum Zwei-Sterne-General.
In seinen jüngeren Jahren absolvierte Howze den für Offiziere in den niederen Rangstufen üblichen Dienst in verschiedenen Einheiten und Standorten in den Vereinigten Staaten. Er nahm mit dem 6. Kavallerieregiment an der Endphase der Indianerkriege teil. Für seinen Einsatz im Kampf gegen die Indianer wurde ihm die Medal of Honor verliehen.
Im weiteren Verlauf seiner militärischen Karriere nahm Howze am Spanisch-Amerikanischen Krieg teil, wobei er als Hauptmann auf Kuba eingesetzt war. Danach war er während des Philippinisch-Amerikanischen Kriegs Kommandeur einer aus Freiwilligen bestehenden Infanterieeinheit. Zwischen 1905 und 1909 war Howze Führungsoffizier der Kadetten an der Militärakademie in West Point.
Im Jahr 1916 nahm er an der Mexikanischen Expedition teil. Nach dem amerikanischen Eintritt in den Ersten Weltkrieg wurde Howze auf den europäischen Kriegsschauplatz versetzt, wo er als Generalmajor der National Army die 38. Infanteriedivision kommandierte und an der Maas-Argonnen-Offensive teilnahm. Im November 1918 hatte er kurzzeitig das Kommando über die 3. Infanteriedivision. Anschließend kommandierte bis 1919 die Besatzungstruppen in Deutschland.
Nach seiner Rückkehr in die Vereinigten Staaten wurde Robert Howze mit dem Kommando über den Militärbezirk von El Paso betraut. Im Juli 1920 erreichte er in der regulären US-Army den Rang eines Brigadegenerals. Seine Generalsränge während des Ersten Weltkriegs waren zeitlich befristet und wurden nach dem Krieg zurückgenommen. Im Jahr 1922 erreichte er mit seiner Beförderung zum Generalmajor seinen höchsten militärischen Rang im regulären US-Heer. Howze war während seiner Zeit als Kommandeur in El Paso an der Gründung und Aufstellung der 1. Kavalleriedivision beteiligt und zwischen September 1921 und Juni 1925 deren erster Kommandeur. Das Hauptquartier befand sich in Fort Bliss unweit von El Paso.
Nach seiner Zeit als Kommandeur der 1. Kavalleriedivision erhielt Howze im Jahr 1925 das Kommando über die Fifth Corps Area in Columbus in Ohio. Dieses Kommando hatte er bis zu seinem Tod am 19. September 1926 inne. Im Jahr 1926 war Howze Vorsitzender des Militärgerichtsverfahrens gegen Billy Mitchell, der seine Vorgesetzten wegen ihres Widerstandes gegen den Ausbau der US-Luftstreitkräfte öffentlich kritisiert hatte. Das Verfahren endete mit einer vorübergehenden Degradierung Mitchells.

## Persönliches
Howze wurde auf dem Friedhof der Militärakademie in West Point beigesetzt. Sein Sohn Robert L. Howze Jr. (1903–1983) brachte es in der US-Armee ebenfalls bis zum Generalmajor. Ein anderer Sohn, Hamilton H. Howze (1908–1998), wurde Vier-Sterne-General und gilt als einer der Väter der Heeresfliegerei.

## Orden und Auszeichnungen
Robert Howze erhielt im Lauf seiner militärischen Laufbahn unter anderem folgende Auszeichnungen:
- Medal of Honor
- Army Distinguished Service Medal
- Silver Star
- Indian Campaign Medal
- Spanish Campaign Medal
- Army of Cuban Occupation Medal
- Philippine Campaign Medal
- Mexican Border Service Medal
- World War I Victory Medal
- Orden der Ehrenlegion (Frankreich)
- Croix de Guerre (Frankreich)